# Bonópolis
Bonópolis är en kommun i Brasilien.   Den ligger i delstaten Goiás, i den centrala delen av landet, 300 km nordväst om huvudstaden Brasília. Antalet invånare är 3 503.
Omgivningarna runt Bonópolis är huvudsakligen savann. Trakten runt Bonópolis är nära nog obefolkad, med mindre än två invånare per kvadratkilometer.